# Mieczysław Starzyński
Mieczysław Starzyński (ur. 22 lipca 1891 w Warszawie, zm. 5 grudnia 1942 w KL Sachsenhausen) – podpułkownik dyplomowany piechoty Wojska Polskiego, kawaler Orderu Virtuti Militari.

## Życiorys
Urodził się w rodzinie Alfonsa Karola (1860–1917) i Jadwigi z Lipskich (1860–1932). Był bratem Romana i Stefana. W 1896 wraz z rodziną przeniósł się do Łowicza i zamieszkał w kamienicy przy ul. Zduńskiej 34. Razem z braćmi uczęszczał do tamtejszej szkoły realnej i w 1905 roku wziął udział w strajku szkolnym za co został relegowany. Naukę kontynuował w Szkole Polskiej, a następnie w Polskiej Szkole Handlowej. W 1907 roku z bratem Stefanem przeniósł się do Warszawy i podjął naukę w gimnazjum Emiliana Konopczyńskiego. Studiował na Politechnice Lwowskiej. 
W 1914 razem z braćmi zgłosił się na ochotnika do I Brygady Legionów Polskich. Został oficerem 5 pułku piechoty. W 1917 roku, po kryzysie przysięgowym, internowany został w Beniaminowie. U kresu wojny przybył do Lwowa i w listopadzie 1918 po wybuchu wojny polsko-ukraińskiej brał udział w obronie tego miasta walcząc na odcinku Domu Techników.
W 1919 roku zawarł związek małżeński z Marią z Falkowskich, z którą miał troje dzieci: Krystynę (ur. 1920), Leszka (1922–1990), cichociemnego, i Barbarę (ur. 1932).
W 1919 roku pełnił służbę w Sztabie Dowództwa Okręgu Generalnego „Kielce” na stanowisku szefa Oddziału II Informacyjnego. W związku z zakwalifikowaniem na II Kurs Wojennej Szkoły Sztabu Generalnego dowódca okręgu udzielił mu pochwały „za bardzo gorliwą, sumienną, staranną i wydatną, pełną inicjatywy, pracę”. 2 stycznia 1920 roku razem z Romanem rozpoczął studia w Wojennej Szkole Sztabu Generalnego. W połowie kwietnia 1920 roku skierowany został na front celem odbycia praktyki sztabowej. W okresie od stycznia do września 1921 roku kontynuował naukę w WSWoj. Po ukończeniu nauki otrzymał tytuł oficera Sztabu Generalnego i przydział do Dowództwa Okręgu Korpusu Nr V w Krakowie. W 1924 roku pełnił służbę w Inspektoracie Armii Nr IV w Krakowie na stanowisku II referenta. Równolegle ukończył Szkołę Nauk Politycznych przy Uniwersytecie Jagiellońskim.
Z dniem 1 kwietnia 1925 roku przeniesiony został z Inspektoratu Armii Nr IV do 12 pułku piechoty w Wadowicach na stanowisko dowódcy II batalionu. W czerwcu 1926 roku przydzielony został do Oddziału IIIa Biura Ścisłej Rady Wojennej po czym przeniesiony służbowo do Sztabu Dowództwa Okręgu Korpusu Nr V w Krakowie. W 1928 roku pełnił służbę w Oddziale III Sztabu Generalnego.
Na początku 1929 został attaché wojskowym w Belgradzie. Z tego stanowiska z dniem 16 września 1933 roku przeniesiony został do dyspozycji dowódcy Okręgu Korpusu Nr VI we Lwowie, z zachowaniem dodatku służbowego według kategorii VI, i z równoczesnym przydziałem do dyspozycji ministra spraw wewnętrznych na okres sześciu miesięcy.
Rozpoczął służbę w administracji państwowej, w 1933 roku został naczelnikiem wydziału bezpieczeństwa w urzędzie wojewódzkim lwowskim, od 1934 roku pełnił stanowisko wicewojewody pomorskiego. Od 11 lutego do 22 czerwca 1936 roku pełnił obowiązki wojewody stanisławowskiego. Pod koniec czerwca 1936 roku decyzją Premiera Felicjana Sławoja Składkowskiego został przeniesiony w stan nieczynny.
W latach 1936–1939 był zastępcą i redaktorem naczelnym „Gazety Polskiej”.
W czasie kampanii 1939 (około 11 września) przydzielony został do sztabu Dowództwa Obrony Warszawy i wyznaczony na stanowisko szefa Oddziału II. Na jego wniosek z członków Polskiej Partii Socjalistycznej zorganizowany został oddział dywersyjny pod dowództwem majora Ostoji-Święcickiego. Po kapitulacji ukrywał się. Był żołnierzem ZWZ i AK.
Zamordowany przez Niemców 5 grudnia 1942 roku w obozie koncentracyjnym Sachsenhausen. Grób symboliczny znajduje się na cmentarzu Powązkowskim w Warszawie (kwatera 151-4-16).

## Awanse
- chorąży – 1 kwietnia 1917
- podporucznik –
- porucznik
- kapitan
- major – 31 marca 1924 ze starszeństwem z dniem 1 lipca 1923 i 115. lokatą w korpusie oficerów zawodowych piechoty (brat Roman awansował z 105. lokatą)
- podpułkownik – ze starszeństwem z dniem 1 stycznia 1931

## Ordery i odznaczenia
- Krzyż Srebrny Orderu Wojskowego Virtuti Militari nr 6647 (17 maja 1922)[10][11]
- Krzyż Niepodległości (20 stycznia 1931)[12]
- Krzyż Walecznych (czterokrotnie[13]: po raz pierwszy w 1922[14])
- Srebrny Krzyż Zasługi (7 sierpnia 1928)[15]
- Odznaka „Za wierną służbę”[16]
- Krzyż Kawalerski Orderu Orła Białego (Jugosławia, 1929)[17]